# صناعة (اصطلاح)
الصناعة في الاصطلاح ملكة نفسانية تصدر عنها الأفعال الاختيارية من غير روية. كما أن الخلق في عرف العلماء ملكة تصدر بها عن النفس الأفعال بسهولة من غير تقدم فكر وروية وتكلف. والفكر ترتيب أمور معلومة للتأدي إلى مجهول.

## تعريفات
الصناعة في الأصل الحرفة وفي عرف العامة هي العلم الحاصل بمزوالة العمل ثم في عرف الخاصة هي العلم المتعلق بكيفية العمل سواء حصل بالمزاولة كالخياطة أو من دونها كالمنطق.
وقيل الصناعة بالفتح تستعمل في المحسوسات وبالكسر في المعاني، وهي أخص من الحرفة لأنها (أي الحرفة) تحتاج في حصولها إلى المزاولة.
قال الأحمد آبادي في حاشيته على ديباجة المطول الصناعات جمع صناعة كالكنايات جمع كناية بحسب اللغة حرفة الصانع وعمل الصنع. وفي العرف العام علم متعلق بكيفية العمل حاصل بمزاولة العمل وفي العرف الخاص أعم مما يحصل بمزاولة العمل كعلم الخياطة أو بدونها كعلم الطب بل يقال لكل علم يمارسه الرجل حتى صار كالحرفة له أنه صناعته.
وفي شرح المفتاح أنها قد تطلق على ملكة يقتدر بها على استعمال الموضوعات ما على وجه البصيرة ليحصل غرض من الأغراض بحسب الإمكان اهـ. والمراد بالموضوعات آلات تتصرف فيها سواء كانت خارجية كما في الخياطة أو ذهنية كما في الاستدلال. وعلى هذا قيل الصناعة في عرف العامة هي العلم الحاصل بمزاولة العمل كالخياطة والحياكة والحجامة ونحوها مما يتوقف حصولها على المزاولة والممارسة. ثم الصناعة في عرف الخاصة هي العلم المتعلق بكيفية العمل ويكون المقصود منه ذلك العمل سواء حصل بمزاولة العمل كالخياطة ونحوها أو لا كعلم الفقه والمنطق والنحو والحكمة العملية ونحوها مما لا حاجة فيه إلى حصوله إلى مزاولة الأعمال.
وقد يقال كل علم مارسه الرجل حتى صار كالحرفة له يسمى صناعة له. وقال أبو القاسم في حاشية المطول الصناعة اسم للعلم الحاصل من التمرن على العمل.

## الفرق بين العلم والصناعة
قيل الصناعة علم متعلق بكيفية العمل حاصل بمزاولة العلم.

## كتب
ولأبي الهلال العسكري كتاب اسمه كتاب الصناعتين يعني الكتابة والشعر. وفيها كتاب أيضا اسمه جامع الصنائع وآخر هو مجمع الصنائع.

## الصناعات الخمس
الصناعات الخمس عند المنطقيين هي البرهان والجدل والخطابة والشعر والمغالطة.

## المباحث الصناعية
المباحث الصناعية هي المباحث التجريبية.

## أسماء الصناعات
- صناعة الألحان: الموسيقى
- صناعة النحو: علم النحو
- صناعة العربية: علم العربية
- صناعة المغالطين: المغالطة[7]